# Max Zeller (Bauingenieur)

Max Zeller (1951)

Max Zeller (* 17. Januar 1891 in Unterstrass; † 19. November 1981 in Küsnacht ZH; heimatberechtigt in Zürich) war ein Schweizer Bauingenieur, Topograf und Hochschullehrer.

## Leben
Max Zeller, Sohn des Ingenieurs Eugen Zeller und der Helene Aimée Zeller, geborene Stroh, war Ururenkel des Rudolf Zeller und Bruder des Eugen Georg Zeller. Nach seiner Schulzeit in Zürich studierte er am Eidgenössischen Polytechnikum bzw. an der ETH Zürich, wo er 1913 sein Diplom als Bauingenieur und 1921 seinen Doktor der Technischen Wissenschaften (Dr. sc. techn.) erwarb. 1915 heiratete er Rosa Hanreiter, Tochter der Rosina Hanreiter. In der Politik war Zeller von 1939 bis 1943 als Zürcher LdU-Kantonsrat tätig. Im Militär war er in seiner Funktion als Oberstleutnant im Generalstab ab 1940 verantwortlich für die Internierten-Hochschul- und -Gymnasiallager im Zweiten Weltkrieg.

## Schaffen

Max Zeller bei der Arbeit im Gebirge

Zeller war von 1915 bis 1930 als Ingenieur-Topograf an der Eidgenössischen Landestopographie mit photogrammetrischen Aufnahmen beauftragt, einer Messmethode, zu deren Wegbereitern er in der Schweiz gehörte. Er war 1928 Mitgründer der Schweizerischen Gesellschaft für Photogrammetrie. Ab 1930 war er zunächst Dozent, dann von 1935 bis 1961 ausserordentlicher Professor für Photogrammetrie am Geodätischen Institut der ETH Zürich.

## Werke
- Ein neuer Distanzmesser für topographische Aufnahmen. Eidgenössische Technische Hochschule Zürich, Promotionsarbeit, 1921 (online).
- Lehrbuch der Photogrammetrie. Orell Füssli, Zürich 1947.